# Wallace-Koboldmaki
Der Wallace-Koboldmaki (Tarsius wallacei) ist eine Primatenart aus der Gruppe der Koboldmakis. Die Art wurde erst 2010 beschrieben und zu Ehren von Alfred Russel Wallace benannt.

## Verbreitung

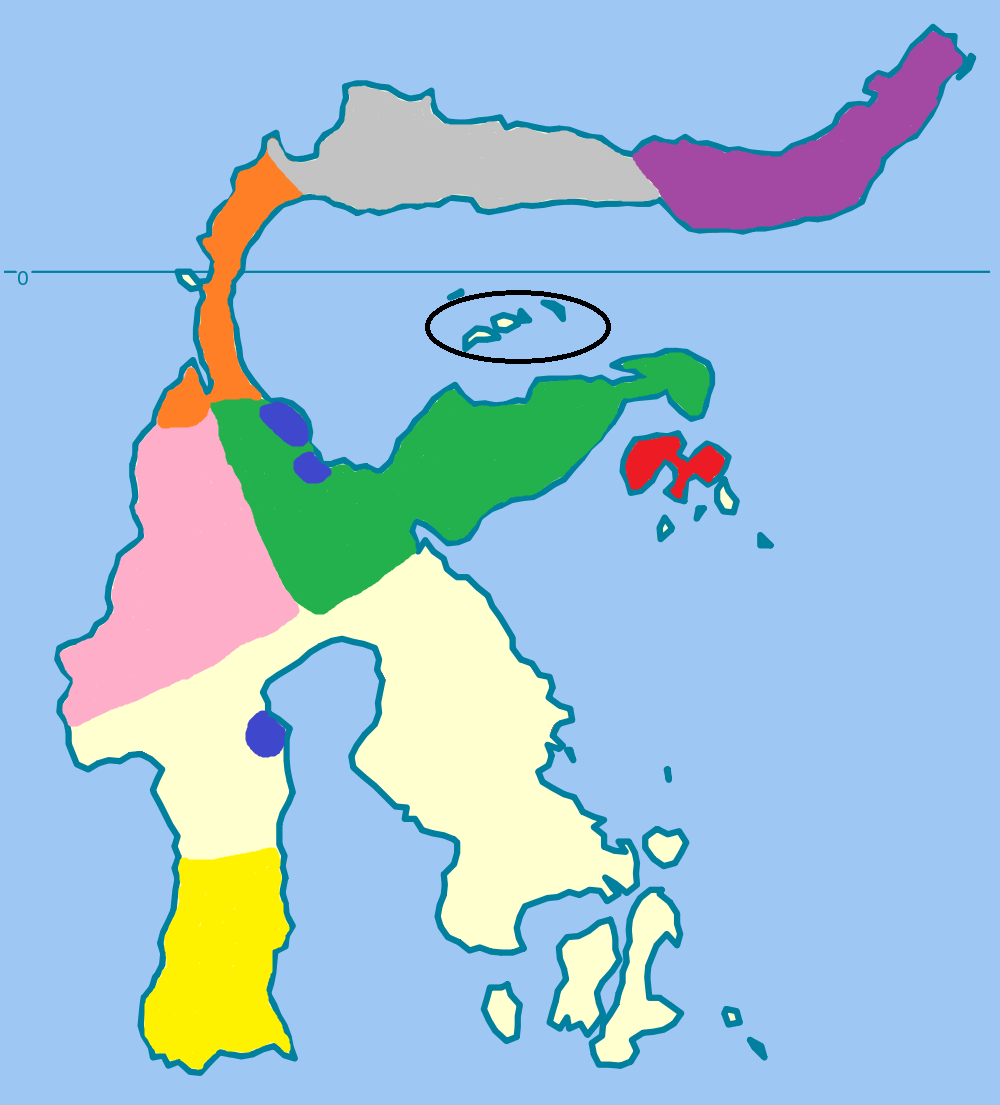
Verbreitung der Tarsius-Arten auf Sulawesi.
Diana-Koboldmaki
Wallace-Koboldmaki
Lariang-Koboldmaki
Makassar-Koboldmaki
Zwergkoboldmaki
Peleng-Koboldmaki
Jatnas Koboldmaki
T. spectrumgurskyae
Tarsius niemitzi

Der Wallace-Koboldmaki kommt in Zentral-Sulawesi in zwei voneinander isolierten Populationen vor. Die nördliche Population lebt im Westen bzw. Süden der Semenanjung Minahassa-Halbinsel, die südliche Populationen hat ein wesentlich kleineres Verbreitungsgebiet und kommt von der nördlichen Populationen durch die Palu-Bucht und die Stadt Palu getrennt, ausschließlich in einem sehr kleinen Territorium direkt südlich von Palu vor.

## Merkmale
Der Wallace-Koboldmaki wird etwa zwölf Zentimeter lang und ähnelt anderen Koboldmakis des Tieflandes von Sulawesi. Der Kopf ist genau so groß wie der des Diana-Koboldmakis (T. dentatus) und des Lariang-Koboldmakis (T. lariang), die Ohren sind allerdings größer,  Finger und Zehen kürzer. Das Fell der neuen Art ist gesprenkelt, gelblich-braun, der Bauch cremefarben, der Hals kupferfarben. Das fleckige Aussehen wird durch die graue Unterwolle und die verstreuten hellgrauen bis schwarzen Haarspitzen verursacht. Die Augen sind oben und unten von gelben bis kupferfarbenen Flecken umgeben, die bei den meisten Exemplare einen fast kompletten Augenring bilden. Der helle Bauch ist nicht bei allen Individuen gleich, sondern variiert in Größe und in der Farbe zwischen weiß und cremefarben. Wie bei anderen Koboldmaki-Arten aus Zentral-Sulawesi ist der Schwanz dunkel, mit einer dicken schwarzen Endquaste. Der Wallace-Koboldmaki kann von anderen Arten vor allem durch seinen charakteristischen Duett-Gesang unterschieden werden.
Seine beiden Populationen unterscheiden sich deutlich in ihrer Körpergröße, haben aber die gleiche Farbe, einen ähnlichen, buschigen Schwanzquast, vergleichbare Lautäußerungen und ein ähnliches Genom.